# 天津地铁5号线
天津地铁5号线，是天津地铁线路之一，属于天津轨道交通。是天津市快速轨道交通网中的南北线，工程总投资179.7亿元，北起北辰区双街，南至西青区梨园头，正线全长34.8公里。沿线经过北辰区（9站）、河北区（5站）、河东区（4站）、河西区（5站）、南开区（2站）、西青区（3站）等行政区。设双街停车场、梨园头车辆段，除李七庄南站为地面站外，其他的27座车站均为地下站，代表色为■橙色。

## 历史
- 2018年10月22日，5号线丹河北道站至中医一附院站开通。
- 2019年1月31日，北辰科技园北站开通。
- 2019年5月天津市发改委印发《天津市2019年重点建设、重点前期和重点储备项目安排意见》[5]，其中重点储备项目安排中提出建设中心城区至静海市域铁路，由天津地铁5号线南延至子牙园，全长62公里，设站12座。近期推动梨园头至静海新城段建设，长28公里，设站9座，建设年限为2020年-2023年。
- 2020年4月，天津轨道交通集团有限公司公布《天津市城市轨道交通建设规划调整（2020-2025）环境影响报告书（征求意见稿）》，规划建设延伸5号线梨园头车辆段工程，南延北起李七庄南站，终至车辆段站（又称京华东道站[6]、京华路站，与津静线换乘[7]），线路全长约1.28km，设站1座[8][9]。
- 2021年12月7日，李七庄南站开通[10]
- 2022年3月13日，因疫情影响，凌宾路站、中医一附院站临时关闭
- 2022年3月18日，凌宾路站、中医一附院站恢复运营
- 2022年3月20日，因疫情影响，月牙河站临时关闭
- 2022年3月23日，因疫情影响，幸福公园站临时关闭
- 2022年3月31日，幸福公园站恢复运营
- 2022年4月3日，月牙河站恢复运营
- 2022年5月16日，因北辰区疫情影响，北辰科技园北站、丹河北道站、北辰道站、职业大学站临时关闭，列车运行区间调整为淮河道-李七庄南
- 2022年5月18日，因北辰区疫情影响，张兴庄站、宜兴埠北站、辽河北道站、淮河道站临时关闭，列车运行区间调整为志成路-李七庄南
- 2022年5月21日，因河东区疫情影响，志成路站、思源路站、建昌道站、金钟河大街站、月牙河站、幸福公园临时关闭，列车运行区间调整为靖江路-李七庄南
- 2022年5月29日，淮河道站、辽河北道站、宜兴埠北站、张兴庄站恢复运营，列车运行区间调整为淮河道-李七庄南
- 2022年5月30日，志成路站、思源路站、建昌道站、金钟河大街站、月牙河站、幸福公园站恢复运营
- 2022年6月7日，北辰科技园北站、丹河北道站、北辰道站、职业大学站恢复运营。
- 2022年7月30日，因疫情影响，文化中心站、肿瘤医院站暂停运营
- 2022年8月10日，文化中心站、肿瘤医院站恢复运营
- 2022年8月28日，因疫情影响，昌凌路站、中医一附院站、李七庄南站暂停运营
- 2022年9月5日，昌凌路站、中医一附院站、李七庄南站恢复运营
- 2022年9月16日，因疫情影响，靖江路站、成林道站暂停运营
- 2022年9月23日，靖江路站恢复运营
- 2022年9月24日，因疫情影响，西南楼站、文化中心站暂停运营。
- 2022年10月1日，西南楼站、文化中心站恢复运营。
- 2022年10月15日，因疫情影响，建昌道站、金钟河大街站暂停运营。
- 2022年10月18日，建昌道站、金钟河大街站恢复运营。
- 2022年10月21日，因疫情影响，思源路站、建昌道站、金钟河大街站暂停运营。
- 2022年10月24日，思源路站、建昌道站、金钟河大街站恢复运营。
- 2022年11月26日，因疫情影响，李七庄南站、中医一附院站、昌凌路站暂停运营，运营区间调整为北辰科技园北-凌宾路。
- 2022年12月1日，李七庄南站、中医一附院站、昌凌路站恢复运营
- 2023年8月8日，与津静线配套的5号线调整段（李七庄南-京华东道）启动建设。
- 2024年6月5日，5号线调整段施工结束，启动空载试运行。[11]
- 2024年9月28日，5号线京华东道站与津静线同步开通。[12]

## 車站
5号线共设28座车站，其中地下站26座、半地面站1座、地面站1座。

### 换乘站

#### 已投入使用
- 张兴庄站：换乘3号线。3号线建设时已做预留，为站台垂直换乘。
- 金钟河大街站：换乘6号线。两线路该站系同步建设，为站台垂直换乘。
- 靖江路站：换乘2号线。2号线建设时已做预留，为站台垂直换乘。
- 成林道站：换乘4号线。两线站台同时建设，5号线上下行分别位于地下一层与地下三层，4号线站台位于地下二层，均为站台垂直换乘。
- 直沽站：换乘9号线。9号线建设时未做预留，为站厅换乘。
- 下瓦房站：换乘1号线。1号线建设时已做预留，为站台垂直换乘。
- 文化中心站：换乘6号线、11号线。5、6号线两线站台分离设置，需经过通道换乘，11号线站台因建设在天津文化中心西侧，将与5、6号线实现通道换乘，受Z1线预留结构影响，换乘通道建设进度缓慢，11号线开通初期与5、6号线之间需出站换乘[13]。
- 天津宾馆站：换乘6号线。本站为地下三层双岛式跨月台转乘车站，地下二层为6号线渌水道方向与5号线李七庄南方向跨月台转乘，地下三层为6号线南孙庄方向与5号线北辰科技园北方向跨月台转乘。
- 肿瘤医院站：换乘6号线。本站为地下三层双岛式跨月台转乘车站，地下二层为6号线渌水道方向与5号线北辰科技园北方向跨月台转乘，地下三层为6号线南孙庄方向与5号线李七庄南方向跨月台转乘。
- 昌凌路站：换乘10号线。5号线建设时未做预留，为通道换乘。
- 京华东道站：同台换乘津静线，亦安排部分列车互相贯通运营。

#### 将会扩建的换乘站
- 金钟河大街站：换乘Z2线，为站台垂直换乘。
- 下瓦房站：换乘8号线，建设时未做预留，预计为通道换乘。
- 文化中心站：换乘Z1线。5号线站台已预留前往Z1线月台的换乘节点，为节点换乘。
- 肿瘤医院站：换乘7号线，7号线建设时预留站厅通道换乘条件，因换乘通道需要占用原PET-CT检查设施用地，进度缓慢，预计7号线开通初期需与5、6号线出站换乘。[14]

### 车站概况
| 站名[1↑]                                                                                              | 所在地          | 启用日期       | 换乘线路[2↑]                        | 车站形式         | 开门方向          |
| --- | --------------- | -------------- | ----------------------------------- | ---------------- | ----------------- |
| 天津地铁5号线                                                                                         |                 |                |                                     |                  |                   |
| 北辰科技园北                                                                                          | 北辰区          | 2019年1月31日  |                                     | 半地下岛式站台   | 左侧              |
| 丹河北道                                                                                              | 北辰区          | 2018年10月22日 |                                     | 地下岛式站台     | 左侧              |
| 北辰道                                                                                                | 北辰区          | 2018年10月22日 |                                     | 地下岛式站台     | 左侧              |
| 职业大学                                                                                              | 北辰区          | 2018年10月22日 |                                     | 地下岛式站台     | 左侧              |
| 淮河道                                                                                                | 北辰区          | 2018年10月22日 |                                     | 地下岛式站台     | 左侧              |
| 辽河北道                                                                                              | 北辰区          | 2018年10月22日 |                                     | 地下岛式站台     | 左侧              |
| 宜兴埠北                                                                                              | 北辰区          | 2018年10月22日 |                                     | 地下岛式站台     | 左侧              |
| 张兴庄                                                                                                | 北辰区          | 2018年10月22日 | █ 3号线                             | 地下岛式站台     | 左侧              |
| 志成路                                                                                                | 河北区          | 2018年10月22日 |                                     | 地下岛式站台     | 左侧              |
| 思源路                                                                                                | 河北区          | 2018年10月22日 |                                     | 地下岛式站台     | 左侧              |
| 建昌道                                                                                                | 河北区          | 2018年10月22日 |                                     | 地下岛式站台     | 左侧              |
| 金钟河大街                                                                                            | 东丽区 / 河北区 | 2018年10月22日 | █ 6号线 █ Z2线                      | 地下岛式站台     | 左侧              |
| 月牙河                                                                                                | 河北区          | 2018年10月22日 |                                     | 地下岛式站台     | 左侧              |
| 幸福公园                                                                                              | 河北区          | 2018年10月22日 |                                     | 地下侧式站台     | 右侧              |
| 靖江路                                                                                                | 河东区          | 2018年10月22日 | █ 2号线                             | 地下岛式站台     | 左侧              |
| 成林道                                                                                                | 河东区          | 2018年10月22日 | █ 4号线                             | 地下侧式叠式站台 | 上行右侧 下行左侧 |
| 津塘路                                                                                                | 河东区          | 2018年10月22日 |                                     | 地下侧式叠式站台 | 上行右侧 下行左侧 |
| 直沽                                                                                                  | 河东区          | 2018年10月22日 | █ 9号线                             | 地下岛式站台     | 左侧              |
| 下瓦房                                                                                                | 河西区          | 2018年10月22日 | █ 1号线 █ 8号线                     | 地下岛式站台     | 左侧              |
| 西南楼                                                                                                | 河西区          | 2018年10月22日 |                                     | 地下侧式站台     | 右侧              |
| 文化中心                                                                                              | 河西区          | 2018年10月22日 | █ 6号线 █ 11号线（出站换乘） █ Z1线 | 地下岛式站台     | 左侧              |
| 天津宾馆                                                                                              | 河西区          | 2018年10月22日 | █ 6号线                             | 地下岛式疊式站台 | 上行左侧 下行右侧 |
| 肿瘤医院                                                                                              | 河西区          | 2018年10月22日 | █ 6号线 █ 7号线                     | 地下岛式疊式站台 | 上行左侧 下行右侧 |
| 体育中心                                                                                              | 南开区          | 2018年10月22日 |                                     | 地下侧式站台     | 右侧              |
| 凌宾路                                                                                                | 南开区          | 2018年10月22日 |                                     | 地下岛式站台     | 左侧              |
| 昌凌路                                                                                                | 西青区          | 2018年10月22日 | █ 10号线                            | 地下岛式站台     | 左侧              |
| 中医一附院                                                                                            | 西青区          | 2018年10月22日 |                                     | 地下岛式站台     | 左侧              |
| 李七庄南                                                                                              | 西青区          | 2021年12月7日  |                                     | 地面岛式站台     | 左侧              |
| 京华东道                                                                                              | 西青区          | 2024年9月28日  | █ 津静线[3↑]                        | 地下             |                   |
| 注释                                                                                                  |                 |                |                                     |                  |                   |
| 1↑ 斜体标示的车站，尚未启用。 2↑ 斜体标示的换乘，尚未启用。 3↑ 部分列车贯通运营至津静线团泊医学园站。 |                 |                |                                     |                  |                   |
| 论 编                                                                                                 |                 |                |                                     |                  |                   |

## 车辆
中车唐山机车车辆有限公司共为天津地铁5号线研制30列6辆编组（TJ501~TJ530）、1列7辆编组（TJ531）B型不锈钢地铁车辆。后续TJ531#列车改为6节编组后上线运营，多出的1节车厢在梨园头车辆段作为备件车使用。
2024年，天津地铁5号线为调整段（李七庄南至京华东道）采购4列/12辆B2型电动客车（3节编组，TJ532~TJ535），由中车青岛四方机车车辆股份有限公司生产。该列车与津静线采用的3节编组列车（JJ05~JJ10）的外观和运用方式十分相似。

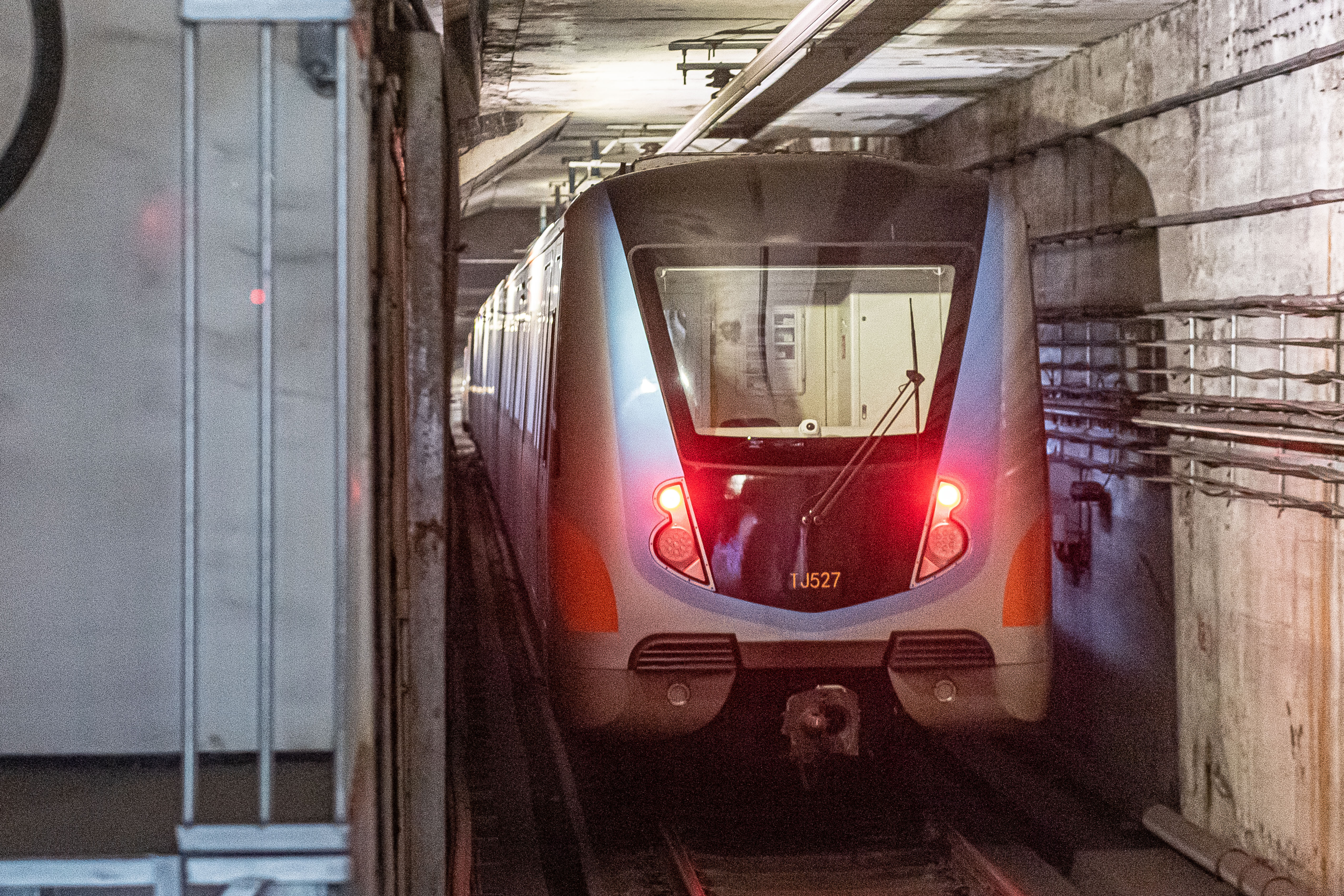
5号线列车外部的
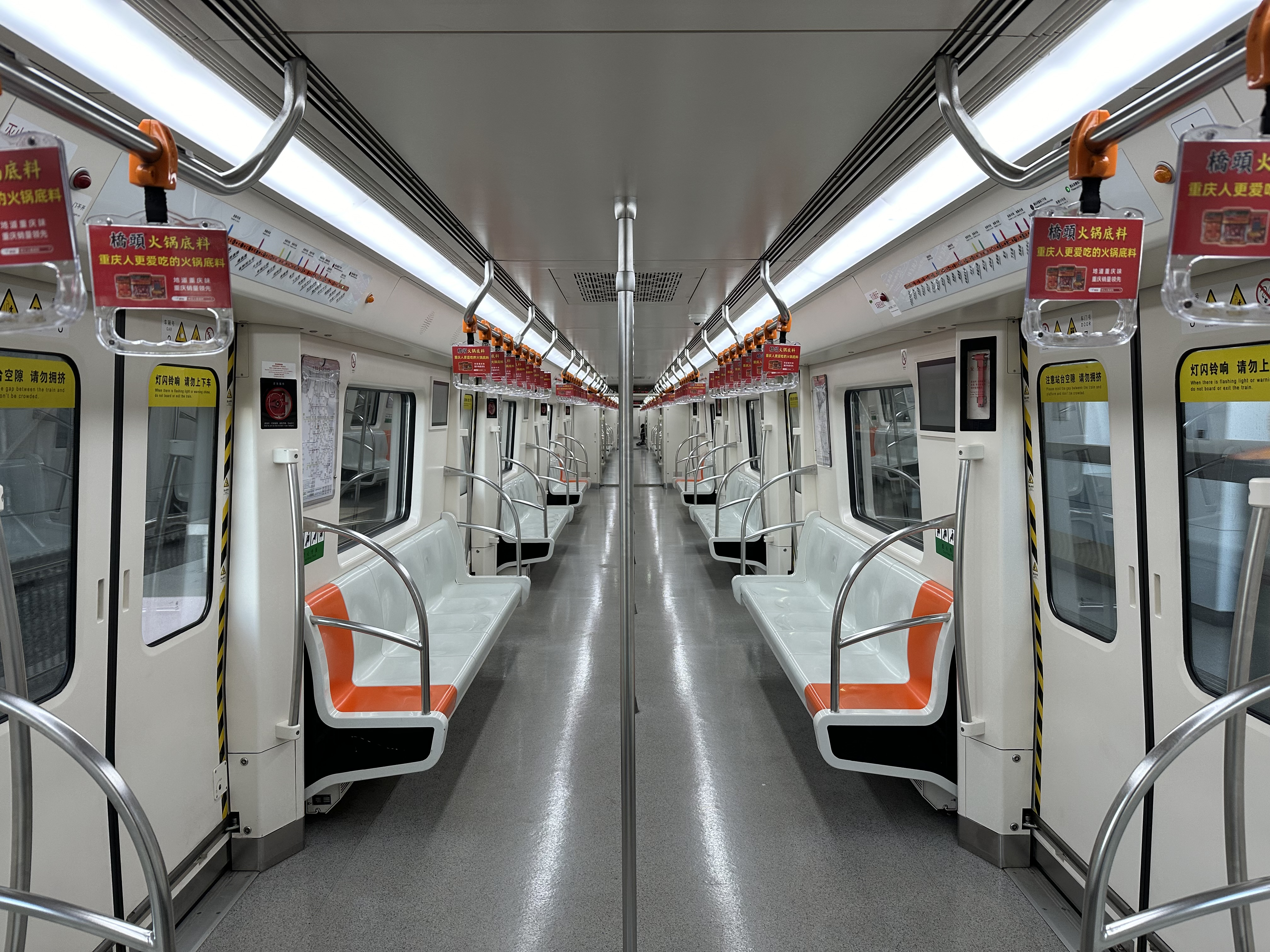
5号线6辆编组列车车厢内部

## 行车安排
通车初期，5号线采取单一线路运营，所有列车皆往返丹河北道站及中医一附院站之间，全程运行时间57分钟。北辰科技园北站开通后，全程运行时间延长至58分钟。
2019年4月1日起，本线早晚高峰时段增加中医一附院至辽河北道小交路行车，该时段小交路区间行车间隔缩短至5分钟，全程交路间隔为10分钟。
2023年3月15日，5号线重新调整为单一交路，最小间隔4分钟，平均4.8分钟。

### 2023年3月15日之前的列车间隔
| 时间段 | 时间段                | 行车间隔                                               |
| ------ | --------------------- | ------------------------------------------------------ |
| 工作日 | 早高峰（6:30-9:00）   | 辽河北道-李七庄南：5分钟 北辰科技园北-李七庄南：10分钟 |
| 工作日 | 晚高峰（16:30-19:00） | 辽河北道-李七庄南：5分钟 北辰科技园北-李七庄南：10分钟 |
| 工作日 | 其他时段              | 8-10分钟                                               |
| 節假日 |                       | 8-10分钟                                               |

## 未来发展
- 2019年5月重点储备项目安排中提出建设中心城区至武清市域郊铁路（即部分媒体所称的“通武廊轻轨”），由天津地铁5号线北延至北京城市副中心，天津至廊坊全长65公里，设站10座，其中天津境内50公里，设站8座。近期推动天津地铁5号线北辰科技园北站至武清城区段，长度25公里，设站5座，建设年限为2020年-2023年[18]。